# David Rea

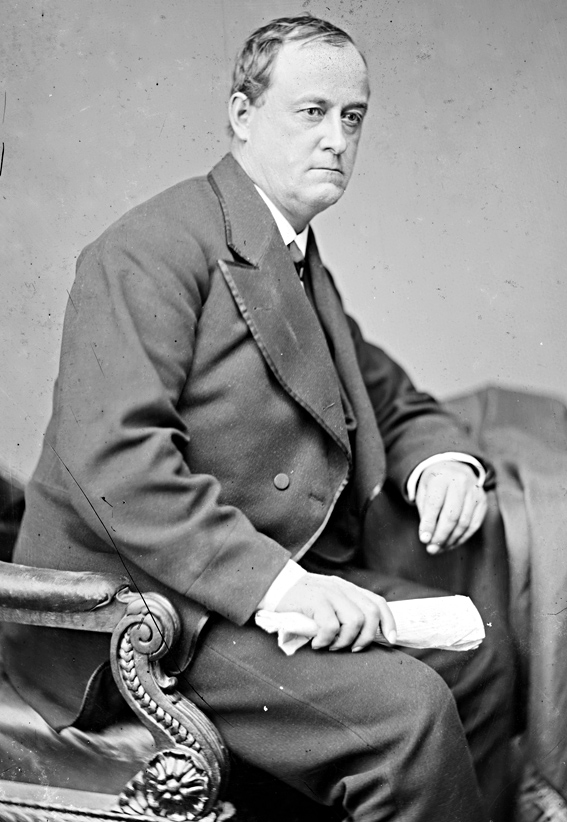
David Rea

David Rea (* 19. Januar 1831 bei New Marion, Ripley County, Indiana; † 13. Juni 1901 in Savannah, Missouri) war ein US-amerikanischer Politiker. Zwischen 1875 und 1879 vertrat er den Bundesstaat Missouri im US-Repräsentantenhaus.

## Werdegang
David Rea besuchte die öffentlichen Schulen seiner Heimat. Im Jahr 1842 zog er mit seinen Eltern in das Andrew County in Missouri, wo er zunächst in der Landwirtschaft arbeitete. Zwischen 1849 und 1854 war er auch als Lehrer tätig. Nach einem anschließenden Jurastudium und seiner 1862 erfolgten Zulassung als Rechtsanwalt begann er in Savannah in diesem Beruf zu arbeiten. Während des Bürgerkrieges stieg er im Heer der Union bis zum Oberstleutnant auf. Nach dem Krieg setzte er seine Anwaltstätigkeit in Savannah fort. Außerdem wurde er Mitglied im dortigen Bildungsausschuss.
Politisch war Rea Mitglied der Demokratischen Partei. Bei den Kongresswahlen des Jahres 1874 wurde er im neunten Wahlbezirk von Missouri in das US-Repräsentantenhaus in Washington, D.C. gewählt, wo er am 4. März 1875 die Nachfolge von Isaac Charles Parker antrat. Nach einer Wiederwahl konnte er bis zum 3. März 1879 zwei Legislaturperioden im Kongress absolvieren. Im Jahr 1878 verlor Rea gegen Nicholas Ford von der Greenback Party. Nach seinem Ausscheiden aus dem US-Repräsentantenhaus praktizierte er wieder als Anwalt in Savannah, wo er am 13. Juni 1901 starb.